# Smilovice (Frýdek-místeki járás)
Smilovice település Csehországban, a Frýdek-místeki járásban. Smilovice Komorní Lhotka, Střítež, Řeka, Ropice, Hnojník és Třinec településekkel határos. Lakosainak száma 857 fő (2024. január 1.).

## Népesség
A település lakosságának változását az alábbi diagram mutatja:
| Lakosok száma | 733  | 645  | 701  | 712  | 644  | 581  | 775  | 806  | 849  | 857  |
|               | 1869 | 1890 | 1921 | 1950 | 1980 | 2001 | 2017 | 2019 | 2022 | 2024 |